# Château des Salles
Le château des Salles, situé à Guingamp dans le département des Côtes-d'Armor, a été construit au XVe siècle. Il a connu un important réaménagement au début du XVIIe siècle. Il est fermé au public.
Le bâtiment a été érigé à l'entrée de ville en venant de l'allée du Marquis.
La tour sur le côté est un ancien colombier du XVIe siècle.

## Historique
Il fait l’objet d’une inscription au titre des monuments historiques depuis le 27 avril 1964.

### Propriétaires successifs
Le château des salles (XVème siècle) a été la propriété de Jean Lestic en 1569, puis propriété successive de plusieurs familles dont, les Lestic, du Bourne, de la Noué et du Gésincourt. 
Il était la propriété de la famille Keroüartz de 1785 jusqu'en 1999.
À cette date, le conseil municipal de Guingamp juge le château et son parc de 9 hectares d'un intérêt exceptionnel.
La ville exerce donc son droit de préemption pour avoir la priorité sur l'acquisition du bien (2 560 000 F à l'époque soit plus de 390 000 €).

### Avenir du bâtiment
Divers projets sont à l'étude pour le devenir de cette bâtisse : espace d'animations, accueil d'événements culturels (Festival de la Saint-Loup), centre de formation de l'En Avant Guingamp. Le 27 aout 2013, le quotidien Ouest-France indique que le château est mis en vente au prix de 639 000 €.